# تری‌فلوئورومتیل‌ایزوسیانید
تری‌فلوئورومتیل‌ایزوسیانید (به انگلیسی: Trifluoromethylisocyanide) با فرمول شیمیایی CF۳NC یک ترکیب شیمیایی با شناسه پاب‌کم ۱۴۵۴۳۴ است. که جرم مولی آن ۹۵٫۰۲۳ g/mol می‌باشد. 